# Joe Viola
Joe Viola est un scénariste, producteur et réalisateur américain de télévision.

## Filmographie

### Comme scénariste
- 1971 : Angels Hard as They Come (film)
- 1972 : Black Mama, White Mama (film)
- 1972 : The Hot Box (film)
- 1977 : Super Jaimie (série télévisée)
- 1982 : Hooker (série télévisée) : (Saison 2)
- 1982 : La loi selon McClain (série télévisée)
- 1982 : Seven Brides for Seven Brothers (série télévisée)
- 1983 : Hooker (série télévisée) : (Saison 3)
- 1983 : Au fil des jours (film)
- 1983 : Emergency Room (film)
- 1984 : Mike Hammer (série télévisée)
- 1985 : MacGyver (série télévisée) : (Saison 1, épisode 3)
- 1986 : Cagney et Lacey (série télévisée)
- 1989 : Heartbeat (série télévisée)
- 1990 : New York, police judiciaire (série télévisée) : (Saison 1)
- 1990 : Equal Justice (série télévisée)
- 1992 : Melrose Place (série télévisée)
- 1997 : Subway Stories (film)
- 1997 : Dellaventura (en) (série télévisée)
- 2000 : Ponderosa (série télévisée)

### Comme réalisateur
- 1971 : Angels Hard as They Come (film)
- 1972 : The Hot Box (film)
- 1976 : Super Jaimie (série télévisée)

### Comme producteur
- 1990 : Equal Justice (série télévisée)
- 1990 : WIOU (série télévisée)
- 2003 : Beah: A Black Woman Speaks (film)